# مدرسة وستمنستر
مدرسة وستمنستر هي مدرسة عامة تاريخية في وستمنستر ، لندن، إنجلترا، داخل حرم دير وستمنستر وبجانب مجلسي البرلمان.
مدرسة وستمنستر هي واحدة من المدارس القليلة في المملكة المتحدة التي قامت بتعليم العديد من الحائزين على جائزة نوبل مثل :
- إدغار أدريان : جائزة نوبل لعلم وظائف الأعضاء في عام 1932.
- أندرو هكسلي : جائزة نوبل لعلم وظائف الأعضاء عام 1963
- ريتشارد ستون : جائزة نوبل في الاقتصاد لعام 1984.

## التاريخ
يرجع تاريخ أقدم السجلات المتعلقة بوجود مدرسة في وستمنستر إلى أربعينيات القرن الرابع عشر وهي محفوظة في غرفة الوثائق بدير وستمنستر. يعود تاريخ أجزاء من المباني التي تستخدمها المدرسة حاليًا إلى دير أنجلوساكسوني من القرن العاشر في وستمنستر.
أصدر الملك هنري الثامن في عام 1540 أمرًا بحل الأديرة في إنجلترا، بما في ذلك دير رهبان وستمنستر ذوي النفوذ، على الرغم من ذلك حرص الملك شخصيًا على استمرار المدرسة من خلال إصدار ميثاق ملكي يضمن بقاءها. بدأت الكلية الملكية للقديس بطرس بتعليم أربعين طالبًا يُطلق عليهم اسم «طلاب الملك» بتمويل مباشر من الخزانة الملكية، ولذلك أصبحت مدرسة وستمنستر مدرسة عامة أي مؤسسة تعليمية متاحة للقادرين على دفع الرسوم، بخلاف التعليم الخاص المخصص للنبلاء. أُعيد تأسيس دير وستمنستر ليصبح كاثوليكيًا رومانيًا خلال فترة حكم الملكة ماري الأولى، إلا أن المدرسة حافظت على استمرارية عملها دون انقطاع.
أعادت الملكة إليزابيث الأولى تأسيس المدرسة في عام 1560، عن طريق إصدار قوانين وشروط جديدة لاختيار 40 طالبًا يُطلق عليهم اسم «طلاب الملك» من بين الأولاد الذين قدموا للمدرسة لمدة عام. كانت الملكة إليزابيث الأولى تزور طلابها بانتظام، على الرغم من أنها لم توقع رسميًا على القوانين الجديدة ولم تقدم تمويلًا خاصًا للمنح الدراسية التي تحمل اسمها. يُعتبر عام 1560 التاريخ الرسمي لتأسيس المدرسة الحالية. عينت الملكة إليزابيث الأولى ويليام كامدن مديرًا للمدرسة، وهو الشخص المدني الوحيد الذي تولى هذا المنصب حتى عام 1937. إلا أن ريتشارد بوزبي أحد خريجي وستمنستر هو من رسخ سمعة المدرسة لعدة قرون بفضل تعليمه الكلاسيكي وانضباطه القاسي باستخدام عصا التأديب، التي خلدها الشاعر ألكسندر بوب في عمله دنسياد.
صلى ريتشارد بوزبي علنًا داخل مدرسة ويستمنستر في اليوم الذي أُعدم فيه الملك تشارلز الأول، وأغلق الأبواب ليمنع الطلاب من مشاهدة الإعدام الذي جرى على بعد مئات الأمتار فقط. كان ريتشارد بوزبي يعاقب الطلاب الملكيين والبيوريتانيين على حد سواء دون تمييز بغض النظر عن الانتماءات السياسية. شارك ريتشارد بوزبي أيضًا في جنازة أوليفر كرومويل عام 1658، عندما تمكن أحد طلاب وستمنستر وهو روبرت أوفيديل من الإمساك براية من الساتان الأبيض التي كانت تغطي النعش تسمى بدرع النبالة. ولا يزال هذا الدرع محفوظة في مكتبة المدرسة إذ قدمتها عائلة أوفيديل بعد ثلاثمائة عام. ظل ريتشارد بوزبي في منصبه طوال فترة الحرب الأهلية الإنجليزية والكومنولث، وعمل تحت إدارة المفوضين البرلمانيين واستمر خلال فترة استعادة الملكية.
قتل مجموعة من طلاب المدرسة أحد رجال الشرطة أثناء دفاعهم عن حرم الدير في عام 1679، بعد أن قام الشرطي باعتقال شخص له علاقة بالمدرسة. حصل ريتشارد بوزبي على عفو ملكي لطلابه من الملك تشارلز الثاني، وأدرج تكلفة العفو ضمن فواتير المدرسة. كان المنهج الدراسي في مدرسة وستمنستر يتألف بشكل أساسي من اللغتين اللاتينية واليونانية حتى القرن التاسع عشر وكان يُدرس بالكامل في قاعة المدرسة. كان الطلاب يُتركون بلا إشراف خارج ساعات الدراسة إذ اشُتهروا بسلوكهم الفوضوي في أنحاء المدينة. وكان السياسيون على دراية جيدة بتصرفات الطلاب الفوضوية نظرًا لقرب المدرسة من قصر وستمنستر.
بدأت تتضح ملامح المدرسة الحديثة بعد صدور قانون المدارس العامة لعام 1868، استجابةً لتوصيات لجنة كلارندون بشأن الأمور المالية وغيرها من المخالفات في تسع مدارس عامة بارزة. فُصلت المدرسة قانونيًا عن دير وستمنستر رغم بقاء العلاقة الوثيقة بين المؤسستين. وكان عميد دير وستمنستر رئيسًا لمجلس الإدارة حتى عام 2020 بحكم منصبه، ولا يزال عضوًا في المجلس حتى اليوم. ومع ذلك شهدت هذه الفترة نزاعًا علنيًا وبرلمانيًا استمر لمدة 25 عامًا حول نقل ممتلكات المدرسة من قساوسة الدير إلى إدارتها. ولا تزال قوانين المدرسة تُصدر بأمر من مجلس الملكة الخاص، إذ كان آخر ما صدر في عهد الملكة إليزابيث الثانية. شمل مجلس الإدارة على عميد كنيسة المسيح في أوكسفورد ومدير كلية ترينيتي في كامبريدج حتى عام 2020.
لم تتبنَّ مدرسة وستمنستر التغييرات الأوسع المرتبطة بالفكر الفيكتوري الذي دعا إليه توماس أرنولد على عكس معظم المدارس العامة الأخرى، مثل تعزيز روح الفريق على حساب الفرد. إذ حافظت المدرسة على الكثير من طابعها المميز. رفضت المدرسة الانتقال من موقعها في وسط لندن بالرغم من التحديات العصيبة التي واجهتها خلال إخلاء الحرب العالمية الثانية وتدمير سقفها خلال الغارات الجوية، على عكس مدارس أخرى مثل شارترهاوس وسانت بول.
تأسست مدرسة وستمنستر الابتدائية عام 1943 في المباني التي أُخليت خلال الحرب لتكون مدرسة تحضيرية مخصصة للطلاب من سن 8 إلى 13 عامًا (حاليًا من 7 إلى 13 عامًا). يُذكر أن الانفصال عن المدرسة الرئيسية كان مجرد تغيير إداري؛ إذ التحق طلاب مثل إدوارد جيبون بالمدرسة في القرن الثامن عشر في سن 11 عامًا، وجيريمي بنثام في سن 8 سنوات. انتقلت المدرسة الابتدائية لاحقًا إلى ساحة فينسنت حيث تطل على ملاعب المدرسة، وتشغل كيت جيفرسون حاليًا منصب مديرة المدرسة.
قُبلت أول طالبة في المدرسة في عام 1967، وأصبحت الفتيات أعضاءً بالكامل في عام 1973. واسُتحدث قسم داخلي مخصص للطالبات في عام 1981 يُعرف باسم بيرسيلز. توسعت المدرسة في عام 1997 لتستحدث بيت نهاري جديد يُدعى ميلنز، الذي يقع حاليًا في دينز يارد.

## الروابط الخارجية
- الموقع الرسمي